# Santa Amalia
Santa Amalia – gmina w Hiszpanii, w prowincji Badajoz, w Estramadurze, o powierzchni 73,6 km². W 2011 roku gmina liczyła 4297 mieszkańców.